# محمود تريزيجيه
محمود أحمد إبراهيم حسن (مواليد 1 أكتوبر 1994)، المعروف باسم تريزيجيه، هو لاعب كرة قدم مصري يلعب في مركزي الجناح والوسط المهاجم مع النادي الأهلي المصري ومنتخب مصر لكرة القدم. استمد تريزيجيه لقبه من اسم اللاعب الفرنسي السابق دافيد تريزيغيه، بعد أن لاحظ مدرب فريق الشباب التشابه بينهما في أسلوب اللعب والمظهر.
بدأ تريزيجيه مسيرته الكروية مع النادي الأهلي، حيث شارك في الفريق الأول في سن الـ18 ونجح في مساعدة الفريق على التتويج بلقب دوري أبطال إفريقيا في عامي 2012 و2013. في عام 2015، انتقل إلى أندرلخت البلجيكي على سبيل الإعارة، ثم أصبحت الصفقة دائمة في وقت لاحق. رغم ذلك، واجه تحديات في تثبيت نفسه في التشكيلة الأساسية، ليقضي الموسمين التاليين معارًا؛ الأول مع موسكرون البلجيكي، والثاني مع قاسم باشا التركي. مع قاسم باشا، أثبت تريزيجيه نفسه كأفضل هداف مصري في الدوري التركي الممتاز خلال موسم واحد، مما دفع النادي إلى تفعيل صفقة انتقاله بشكل دائم في 2018.
على الصعيد الدولي، شارك تريزيجيه مع منتخب مصر في فرق تحت 20 وتحت 23 عامًا، قبل أن يُستدعى للمنتخب الأول في عام 2014 في مباراة ودية ضد كينيا وهو في سن 19 عامًا. تم اختيار تريزيجيه في تشكيلة مصر للمشاركة في كأس العالم 2018، حيث لعب في جميع مباريات المنتخب في مرحلة المجموعات. حتى الآن، خاض 80 مباراة دولية وسجل 22 هدف مع منتخب بلاده.

## المسيرة

### الأهلي
ولد تريزيجيه في كفر الشيخ، ومنح لقب تريزيجيه في سن التاسعة من قبل بدر رجب مدرب الشباب في فريق مدرسته بسبب سجل تهديفه للفريق، والتشابه مع الدولي الفرنسي دافيد تريزيغيه. انضم إلى أكاديمية الشباب في الأهلي كلاعب مهاجم، وذلك بعد رفضه عرضا للانتقال إلى قطر. وقال أنه سرعان ما تحول إلى اللعب كلاعب خط وسط في أكاديمية الشباب بناء على نصيحة من المدرب علي ماهر. بعد ترقيته إلى الفريق الأول من قبل المدرب مانويل جوزيه -بناء على نصيحة من ماهر- شارك تريزيجيه لأول مرة في دوري أبطال أفريقيا 2012 كبديل لمحمد أبو تريكة في مباراة ضد المنافس المحلي الزمالك. وصفه جوزيه في وقت لاحق بأنه «واحد من أفضل الشباب الذين قابلهم.» كانت أول مشاركاته كأساسي مع الأهلي في البطولة في وقت لاحق ضد الفريق الغاني بيريكوم تشيلسي. حقق الأهلي الفوز بدوري أبطال أفريقيا على الرغم من عدم مشاركة تريزيجيه في النهائي.
في نيسان/أبريل 2013، تلقى تريزيجيه عرضا للتجربة مع الفريق الفرنسي نيس بعد أن أثبت نفسه في الفريق الأول في سن الثامنة عشرة ولعبه في بطولة أفريقيا للشباب، وتم تأجيل موعد فترة التجربة، حتى يتمكن من مساعدة الأهلي خلال أزمة إصابات تركت الفريق يعاني من غياب الكثير من لاعبي الفريق الأول.
في وقت لاحق عرضت عليه تجربة أخرى مع نادي نوتنغهام فوريست ولكن النادي تراجع عن إعارة محتملة مع خيار الشراء بعد عدم تمكنه من الوفاء بمطالب الأهلي، حيث طالب الأهلي بمليون£، وأعلن ذلك مدير الكرة سيد عبد الحفيظ. في كانون الأول/ديسمبر 2013، تم ربط تريزيجيه بالنادي الإسكتلندي سلتيك الذي عرض 420000 جنيه استرليني وتم رفض العرض. في وقت لاحق انتهت التكهنات حول مستقبله بإعلان اللاعب نيته في البقاء مع الأهلي على الأقل حتى نهاية موسم 2013-14. في كانون الثاني/يناير 2015، فاز بجائزة أفضل لاعب في مصر (يلعب داخل مصر) في الحفل السنوي لوزارة الشباب والرياضة.
بعد أن ساعد الأهلي على الفوز بالدوري المصري الممتاز في موسم 2014-15، ظهرت التكهنات حول مستقبله مرة أخرى بعد أن تأكد أن النادي الأهلي «سينظر إلى العروض المقدمة»، حيث عانى النادي من صعوبات مالية حينها. استبعد تريزيجيه لمدة ستة أسابيع لمعاناته من خلع في الكتف خلال الهزيمة 2-1 أمام الفريق التونسي الإفريقي.

### أندرلخت

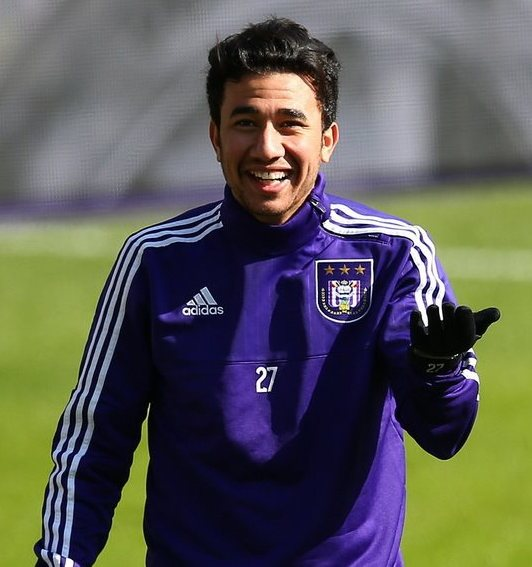
تريزيجيه مع أندرلخت في مارس 2016

على الرغم من إعلان مدير كرة القدم في الأهلي وائل جمعة عن رغبته في بقاء تريزيجيه مع النادي، واصفا إياه بأنه «أحد العناصر الرئيسية للفريق»، في 6 أغسطس 2015، انضم تريزيجيه إلى نادي أندرلخت البلجيكي على سبيل الإعارة مقابل مليون يورو، وتم إعطاء أندرلخت خيار للتوقيع معه بصفة دائمة بعد انتهاء الإعارة مقابل 2.5 مليون يورو إضافية. تأخر وصوله إلى النادي بسبب كسر في الكتف أثناء تدريبه مع فريقه الوطني في الإمارات العربية المتحدة، واستبعد لعدة أشهر بعد اضطراره للخضوع لعملية جراحية. أعرب بيسنيك هاسي مدير نادي أندرلخت عن خيبة أمله بسبب ضياع جزء كبير من فترة الإعارة وأقر بأنه من الصعب على النادي تحليل قدرات تريزيجيه في ظل هذه الظروف.
عاد تريزيغيه إلى التدريب في أوائل ديسمبر 2015، وذلك قبل المشاركة الأولى له مع أندرلخت في 27 ديسمبر 2015 في مباراة انتهت بالفوز 2-1 على فيسترلو عندما لعب احتياطيا ودخل بديلا لدودي لوكيباكيو في الدقيقة 82. بعد ظهوره لأول مرة، وصفه هاسي بأنه «يتمتع بقدرات كبيرة وسرعة، ويمكنني رؤية مستقبل مشرق له». بدأ أول مباراة بصفته أساسيا مع النادي بعد شهر في مباراة انتهت بالهزيمة 2-0 أمام جنت. ومع ذلك، لم يستمر ذلك طويلا حيث بعد فترة وجيزة قال هاسي أن حاجز اللغة كان يصعب على تريزيجيه فهم أساليب الفريق، معلقًا «إنه لاعب مجتهد ويتدرب معنا جيدًا [...] لكنه نادرًا ما يفهم ما نقوله،» وأنه لم يعد يعتبر نجم الفريق كما كان مع الأهلي.
في مارس 2016، أعلن أندرلخت أنه يفكر في تفعيل خيار التعاقد مع تريزيجيه بشكل دائم من الأهلي مقابل نحو 2.2 مليون يورو، على الرغم من مشاركته في سبع مباريات فقط في الدوري في موسمه الأول. في شهر مايو، تم الانتهاء من هذه الخطوة، وأصبح تريزيجيه ثاني أغلى صفقة بيع في تاريخ الأهلي بعد فلافيو أمادو.

#### موسكرون (إعارة)
كان أداء تريزيجيه مميزا في التحضيرات لموسم 2016-17، حيث سجل أربع أهداف، وتلقى ثناء من المدرب الجديد رينيه ويلر. ومع ذلك، دفع التوقيع مع نيكوشور ستانتشيو النادي إلى بيع تريزيجيه على سبيل الإعارة من أجل إعطائه المزيد من دقائق اللعب، وانضم تريزيجيه إلى الفريق البلجيكي موسكرون في صفقة إعارة مدتها موسم واحد. في أول سبع مباريات له مع النادي، شارك بصورة مباشرة في خمسة أهداف، حيث سجل هدفين وصنع ثلاثة بما في ذلك مجهود فردي ضد جنت بعد أن بدأ الركض من داخل نص ملعب فريقه، وصفه غلين دي بوك بأنه «اللاعب الأكثر موهبة في فريقنا.»
أصبح موسكرون مهددا بالهبوط ولكن نال تريزيجيه مع ذلك إشادة على أدائه من مدرب أندرلخت جان فرانسوا لينفين، والذي واصل العمل معه خلال فترة إعارته، ودعى لاعب أندرلخت السابق ويم دي كونيك إلى استدعاء تريجييه من قبل أندرلخت ليحل محل ستانتشيو، مشيرا إلى أنه «إذا كان (تريزيجيه) لديه نفس الفرص التي أتيحت لستانتشيو لكان الآن في مكان مختلف.»  في المباراة الأخيرة بالموسم، سجل تريزيغيه الهدف الافتتاحي في مباراة انتهت بفوز فريقه 2-0 على كورتريك، مما جعل موسكرون يتفوق على ويسترلو في عدد النقاط ويتجنب الهبوط من دوري الدرجة الأولى البلجيكي. بعد مشاركته في التصفيات المؤهلة للدوري الأوروبي، عاد تريزيجيه إلى أندرلخت بعد انتهاء فترة الإعارة، بعد أن سجل سبعة أهداف خلال 28 مباراة في جميع المسابقات. قبل عودته، أفيد أن أندرلخت يعتزم بيع تريزيجيه بسبب أن المدرب وايلدر يعتبره «غير منضبط تكتيكيًا»، وهو الرأي الذي اتفق معه مدرب موسكرون ميركيا ريدنيك الذي علق: «يركض في كل جزء من الملعب باستثناء الجزء الذي نحتاج منه أن يذهب إليه».

### قاسم باشا
بعد عودته إلى أندرلخت، تم ربط تريزيجيه بالانتقال إلى الفريق التركي غلطة سراي أو ناديه السابق الأهلي وفكر اللاعب في إنهاء عقده مع النادي. وفي نهاية المطاف انضم للفريق التركي قاسم باشا في صفقة إعارة لمدة موسم مع وجود خيار لجعل الصفقة دائمة مقابل 2 مليون يورو. وكان أول ظهور له مع النادي في افتتاح موسم 2017-18، وسجل الهدف الأول في الفوز 3-1 على ألانيا سبور. وسجل خمسة أهداف في أول اثني عشر مباراة مع الفريق، بما في ذلك هدفين ضد آكهيسار سبور في كأس تركيا، قبل أن تتوقف مسيرته مع الفريق الأول مؤقتا بعد حظر لثلاث مباريات تلقاه بسبب حصوله على طرد في المباراة ضد بورصة سبور.
بعد عودته، تجاوز تريزيجيه رقمه القياسي للتهديف في موسم واحد بعد أن سجل الهدف التاسع في الموسم في 4 شباط/فبراير 2018. سجل الهدف العاشر له في الموسم في المباراة التالية ضد يني ملطية سبور، وبذلك أصبح اللاعب المصري السابع الذي يصل إلى هذا الإنجاز في دوري أوروبي، وأيضا تفوق على رقم أحمد حسن القياسي لأكبر عدد من الأهداف المسجلة من قبل لاعب مصري في دوري الدرجة الأولى التركي. شجع أداؤه النادي على تفعيل شرط جعل صفقة الانتقال دائمة. ظهر تريزيجيه بشكل لافت مع فريقه الجديد، إذ سجل 19 هدف وصنع 8 خلال ظهوره في 33 مباراة في موسم 2017—2018.
على الرغم من التوقيع بشكل دائم مع النادي في نيسان/أبريل، تلقى تريزيجيه عدة عروض للانتقال خلال الانتقالات الصيفية عام 2018. أجرى محادثات مع ممثلي الفريق التركي غلطة سراي خلال حضور معسكر تدريب المنتخب الوطني في إيطاليا، وفي وقت لاحق وصف النادي بأنه الوجهة المفضلة بالنسبة إليه. كان كذلك مرتبطا بالانتقال إلى الفريق الإيطالي إنتر ميلان، ولكن لم يتم التوافق على إتمام الصفقة. الصفقة كانت تشمل إمضاء العام الأول على سبيل الإعارة مع فريق دوري الدرجة الأولى الإيطالي بارما بسبب وصول النادي بالفعل إلى الحد الأقصى من اللاعبين الأجانب للموسم القادم. تم الاتفاق على صفقة أخرى في وقت لاحق مع الفريق التشيكي سلافيا براغ بعد أن وافق النادي على دفع شرطه الجزائي وهو 5 ملايين يورو، ولكن طلب تريزيجيه تعليق الصفقة لبعض الوقت على الرغم من الاتفاق على شروطه واجتيازه الفحص الطبي. ألغيت الصفقة في نهاية المطاف مع إعلان تريزيجيه رغبته في البقاء مع قاسم باشا.

## المسيرة مع المنتخب

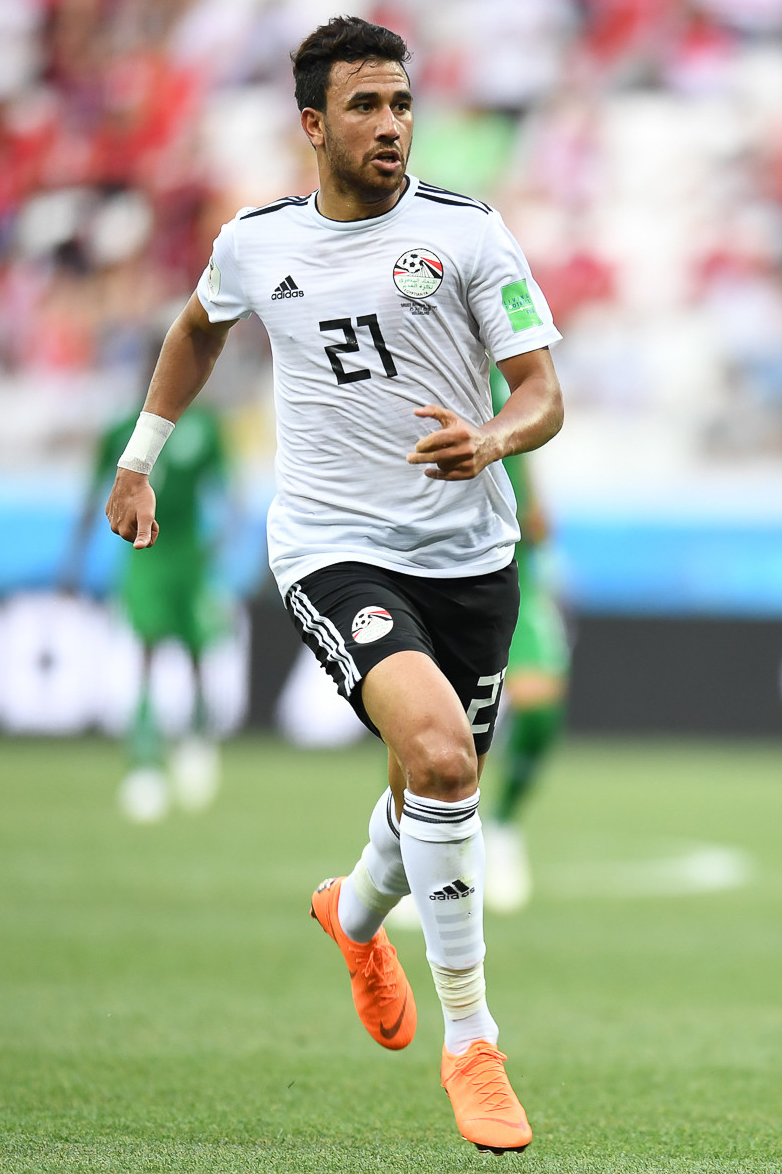
تريزيجيه في مباراة مع منتخب مصر في كأس العالم 2018

مثل تريزيجيه مصر في فريق الشباب أقل من 20 عامًا، وتم اختياره ضمن تشكيلة كأس العالم تحت 20 سنة 2013. في مباراة المنتخب الأخيرة بدور المجموعات، سجل الهدف الافتتاحي خلال الفوز بنتيجة 2-0 على إنجلترا في 20 يونيو 2013، وتخطى اثنين من اللاعبين قبل التسجيل. ومع ذلك، على الرغم من الفوز، لم تتجاوز مصر مرحلة المجموعات بعد أن أنهت المباريات الثلاث في المركز الثالث. ظهر تريزيجيه لأول مرة مع الفريق الوطني الأول في 30 أغسطس 2014 عندما كان عمره 19 عامًا وعشرة أشهر في مباراة انتهت بالفوز 1-0 على كينيا، قبل أن يسجل أول هدف له مع الفريق الأول خلال مباراة انته بالفوز 2-0 على غينيا الاستوائية.
تم اختيار تريزيجيه من قبل هيكتور كوبر ضمن التشكيل المختار للعب كأس الأمم الأفريقية 2017، حيث كان مشاركا بانتظام في تشكيلة الفريق؛ وساعد منتخبه للوصول إلى نهائي البطولة، ثم خسر 2-1 أمام الكاميرون. ونسب تريزيجيه الفضل إلى كوبر بخصوص أدائه الجيد في كأس الأمم ومباريات تصفيات كأس العالم 2018، وشارك كبديل خلال فوز بلاده -المؤهل لكأس العالم- على جمهورية الكونغو الديمقراطية، حيث قال «إنه مدرب يحترم أولئك الذين يبذلون الجهد في التدريب والمباريات». في مايو 2018، تم اختياره في تشكيلة مصر الأولية لكأس العالم 2018 في روسيا. بعد انضمامه إلى تشكيلة الفريق المكونة من 23 لاعباً، شارك أساسيا في جميع مباريات المجموعة الثلاث، وتعرض المنتخب للهزيمة أمام الأوروغواي وروسيا والسعودية، وخرج من دور المجموعات.

## إحصائيات

### النادي
طبقا لآخر مباراة لعبها بتاريخ 19 أبريل 2018
| النادي                | الموسم        | الدوري                        | الدوري  | الدوري | الكأس   | الكأس | أخرى    | أخرى  | المجموع | المجموع |
| النادي                | الموسم        | القسم                         | مشاركات | أهداف  | مشاركات | أهداف | مشاركات | أهداف | مشاركات | أهداف   |
| --------------------- | ------------- | ----------------------------- | ------- | ------ | ------- | ----- | ------- | ----- | ------- | ------- |
| الأهلي                | 2012-13       | الدوري المصري                 | 7       | 0      | 0       | 0     | 7       | 0     | 14      | 0       |
| الأهلي                | 2013-14       | الدوري المصري                 | 20      | 2      | 0       | 0     | 8       | 0     | 28      | 2       |
| الأهلي                | 2014-15       | الدوري المصري                 | 31      | 5      | 0       | 0     | 1       | 0     | 32      | 5       |
| الأهلي                | المجموع       | المجموع                       | 58      | 7      | 0       | 0     | 16      | 0     | 74      | 7       |
| أندرلخت (إعارة)       | 2015-16       | الدوري البلجيكي               | 7       | 0      | 0       | 0     | 1       | 0     | 8       | 0       |
| أندرلخت               | 2016-17       | الدوري البلجيكي               | 1       | 0      | 0       | 0     | 2       | 0     | 3       | 0       |
| أندرلخت               | المجموع       | المجموع                       | 8       | 0      | 0       | 0     | 3       | 0     | 11      | 0       |
| رويال موسكرون (إعارة) | 2016-17       | الدوري البلجيكي الدرجة الأولى | 20      | 4      | 2       | 1     | 6       | 2     | 28      | 7       |
| قاسم باشا (إعارة)     | 2017-18       | دوري السوبر التركي            | 27      | 11     | 2       | 3     | 0       | 0     | 29      | 14      |
| المجموع الكلي         | المجموع الكلي | المجموع الكلي                 | 113     | 22     | 4       | 4     | 25      | 2     | 142     | 28      |

### المنتخب
طبقا لآخر مباراة لعبها في 6 فبراير 2022.
| مصر    | مصر     | مصر   |
| العام  | مشاركات | أهداف |
| ------ | ------- | ----- |
| 2014   | 2       | 0     |
| 2015   | 2       | 1     |
| 2016   | 7       | 1     |
| 2017   | 11      | 0     |
| 2018   | 11      | 2     |
| 2019   | 11      | 2     |
| 2020   | 2       | 1     |
| 2021   | 2       | 0     |
| 2022   | 12      | 2     |
| 2023   | 2       | 2     |
| إجمالي | 62      | 11    |

سجل مصر أولا ، يشير عمود النتيجة إلى النتيجة بعد كل هدف من أهداف تريزيجيه.

#### أهداف دولية
| رقم | التاريخ        | الملعب                                         | رقم المشاركة | الخصم            | النتيجة بعد الهدف | النتيجة النهائية | المنافسة                        | المصدر |
| --- | -------------- | ---------------------------------------------- | ------------ | ---------------- | ----------------- | ---------------- | ------------------------------- | ------ |
| 1   | 26 مارس 2015   | ملعب بتروسبورت, القاهرة، مصر                   | 3            | غينيا الاستوائية | 2–0               | 2–0              | ودية                            | [ 65 ] |
| 2   | 30 أغسطس 2016  | ملعب برج العرب, الاسكندرية، مصر                | 8            | غينيا            | 1–0               | 1–1              | ودية                            | [ 66 ] |
| 3   | 12 أكتوبر 2018 | ستاد السلام, القاهرة، مصر                      | 31           | إسواتيني         | 3–0               | 4–1              | تصفيات كأس الأمم الإفريقية 2019 |        |
| 4   | 16 نوفمبر 2018 | ملعب برج العرب, الاسكندرية, مصر                | 33           | تونس             | 1–1               | 3–2              | تصفيات كأس الأمم الإفريقية 2019 |        |
| 5   | 23 مارس 2019   | ملعب الجنرال سيني كونتشي, نيامي، النيجر        | 34           | النيجر           | 1–0               | 1–1              | تصفيات كأس الأمم الإفريقية 2019 |        |
| 6   | 21 يونيو 2019  | ستاد القاهرة الدولي, القاهرة, مصر              | 38           | زيمبابوي         | 1–0               | 1–0              | كأس الأمم الإفريقية 2019        |        |
| 7   | 17 نوفمبر 2020 | ملعب كيغيه, لومي, توغو                         | 46           | توغو             | 3–0               | 3–1              | تصفيات كأس الأمم الإفريقية 2021 |        |
| 8   | 30 يناير 2022  | ملعب أحمدو أهيدجو, ياوندي, الكاميرون           | 53           | المغرب           | 2–1               | 2–1 (ب.و.إ.)     | كأس الأمم الإفريقية 2021        |        |
| 9   | 18 نوفمبر 2022 | استاد جابر الأحمد الدولي, مدينة الكويت, الكويت | 60           | بلجيكا           | 2–0               | 2–1              | ودية                            |        |
| 10  | 14 يونيو 2023  | ملعب مراكش, مراكش, المغرب                      | 61           | غينيا            | 1–1               | 2–1              | تصفيات كأس الأمم الإفريقية 2023 |        |
| 11  | 18 يونيو 2023  | ستاد القاهرة الدولي, القاهرة, مصر              | 62           | جنوب السودان     | 3–0               | 3–0              | ودية                            |        |

## ألقاب

### مع الأندية
الأهلي
- الدوري المصري الممتاز (2): 2013-2014، 2015-2016
- كأس السوبر المصري (2): 2012، 2014
- دوري أبطال أفريقيا (2): 2012، 2013[67]
- كأس الكونفيدرالية الأفريقية (1):2014
- كأس السوبر الأفريقي (2): 2013، 2014.

طرابزون سبور
- كأس السوبر التركي 2022

### مع المنتخبات
مصر
- بطولة أفريقيا للشباب (1): 2013[68][69]
- كأس الأمم الأفريقية (1): 2017 ، 2021 (وصيف)[70]

## وصلات خارجية
- محمود تريزيجيه على موقع الاتحاد الدولي (مؤرشف)  (الإنجليزية)
- محمود تريزيجيه على موقع الاتحاد الأوربي (الإنجليزية)
- محمود تريزيجيه على موقع اتحاد تركيا (لاعب) (الإنجليزية)
- محمود تريزيجيه على موقع قاعدة بيانات كرة القدم.إي يو (الإنجليزية)
- محمود تريزيجيه على موقع ليكيب (الفرنسية)
- محمود تريزيجيه على موقع ناشيونال فوتبول تيمز (الإنجليزية)
- محمود تريزيجيه على موقع Soccerbase.com (لاعب) (الإنجليزية)
- محمود تريزيجيه على موقع Soccerway.com (الإنجليزية)
- محمود تريزيجيه على موقع عالم كرة القدم.نت (الإنجليزية)
- محمود تريزيجيه على موقع AS.com (الإسبانية)